# Dự án DELTA
Dự án DELTA là Dự án Trinh sát đầu tiên, thuộc đơn vị trinh sát đặc biệt (SR) được đặt tên bằng một chữ cái Hy Lạp. Dự án Trinh sát này do Bộ chỉ huy Viện trợ Quân sự Mỹ tại Việt Nam (MACV) tạo ra trong Chiến tranh Việt Nam nhằm thu thập thông tin tình báo hoạt động ở các khu vực xa xôi của Việt Nam Cộng hòa. Dự án DELTA được thành lập tại Nha Trang vào năm 1964 và bao gồm sáu đội trinh sát truy kích, mỗi đội gồm hai lính biệt kích Mỹ (USSF) và bốn lính biệt kích thuộc Lực lượng Đặc biệt Quân lực Việt Nam Cộng hòa (LLDBVNCH) rồi về sau được sự yểm trợ của Tiểu đoàn 91 Biệt động quân. Nó được đặt tên là Biệt đội B-52, Liên đoàn Biệt kích số 5. Những thành viên trong Dự án này được biết đến với danh xưng Biệt kích Lôi Hổ khét tiếng.

## Nhiệm vụ
Nhiệm vụ của DELTA bao gồm trinh sát chiến lược và hành quân vào các khu vực do Mặt trận Dân tộc Giải phóng miền Nam Việt Nam chiếm đóng lâu đời và chỉ đạo các cuộc không kích vào các khu vực đó. Họ còn tiến hành đánh giá thiệt hại bom rơi, thực hiện hoạt động trinh sát và săn lùng tiêu diệt quy mô nhỏ, bắt giữ và thẩm vấn đối phương, nghe lén thông tin liên lạc, đặt máy ghi âm khu nhà và văn phòng, giải cứu phi hành đoàn và tù binh chiến tranh bị bắn rơi, đặt các bãi mìn điểm và những loại bẫy khác, tiến hành hoạt động tâm lý chiến và phản gián. Họ sẽ tập trung vào những khu vực căn cứ và các tuyến đường xâm nhập ở vùng biên giới.

## Lịch sử
DELTA ban đầu là LEAPING LENA được thành lập vào ngày 15 tháng 5 năm 1964 để USSF huấn luyện các đội biệt kích LLDBVNCH cho các nhiệm vụ ở Lào. Trong LEAPING LENA, năm đội gồm tám lính biệt kích đã được thả dù xuống Lào nhưng chỉ có năm người sống sót sau trải nghiệm này. Phía Mỹ không can dự vào vụ này. Ngày 12 tháng 7 năm 1964, Đội B thuộc Lực lượng Đặc biệt Hoa Kỳ (B-110) và Đội A (A-111) từ Liên đoàn Biệt kích số 1 của Mỹ đã đến để tiếp quản nhiệm vụ này. Đến tháng 10 năm 1964, LEAPING LENA được đổi tên thành Dự án DELTA do USSF kiểm soát và nhập bọn cùng biệt kích quân LLDBVNCH trong các hoạt động thực tế. DELTA có thể bắt nguồn từ "Black Devils" trong Thế chiến thứ 2, một đơn vị tác chiến đặc biệt chung của Mỹ/Canada. Căn cứ chính của Dự án DELTA được thành lập tại Nha Trang với một nửa đội A tại Trại căn cứ Đông Ba Thìn để huấn luyện Tiểu đoàn 91 Biệt động quân.
Việc đưa vào và rút quân bằng trực thăng đặc biệt phức tạp và nguy hiểm. Do đó, các sĩ quan cấp cao của Delta đã nghĩ ra nhiều phương pháp rút quân bao gồm thang và dây cấp cứu McGuire (được đặt theo tên của Trung sĩ Charles T. McGuire). Dây cấp cứu STABO, sau này được SOG phát triển, cũng được đưa vào sử dụng.
Dự án DELTA ngừng hoạt động vào ngày 30 tháng 6 năm 1970, trước khi lập ra "Chiến dịch Blue Light", một đơn vị trong SFG thứ 5 (Mott Lake Fort Bragg NC), tiền thân của Lực lượng Delta hiện đại.

## Tổ chức
Đến năm 1966, Dự án DELTA bao gồm các đơn vị sau:
- Phòng Tổng bộ gồm 31 lính biệt kích Mỹ và hơn 50 lính biệt kích Việt Nam Cộng hòa.
- Phòng Trinh sát gồm 12 đội Trinh sát (RT), gồm hai lính biệt kích Mỹ và bốn lính biệt kích Việt Nam Cộng hòa.
- Trung đội Thám báo gồm sáu và sau đó là mười hai đội CIDG (Lực lượng Dân sự chiến đấu) gồm năm người.
- Một Đại đội An ninh gồm 124 người Nùng.
- Trung đội Đánh giá Thiệt hại do Bom gồm bốn người Mỹ và 24 người Nùng; vào năm 1968, người Nùng trở thành Lực lượng Phản ứng Tức thời Chủ lực khi các Đội Trinh sát bị xâm phạm.
- Một lực lượng lao động dân sự gồm hơn 200 người đóng tại trại căn cứ Nha Trang và các thành phần của lực lượng này sẽ đi cùng DELTA khi lực lượng này di chuyển để thiết lập các Căn cứ Hành quân Tiền phương (FOB).[8]

MIKE Force (Bộ Tư lệnh Lực lượng Tấn công Cơ động) là lực lượng phản ứng cấp tiểu đoàn và sau đó là cấp lữ đoàn được giao nhiệm vụ yểm trợ trong trường hợp có hành động thù địch đồng thời còn tiến hành các hoạt động kinh tế của quân đội. MIKE Force của Dự án DELTA là Tiểu đoàn 91 Biệt động quân.
Hỗ trợ hàng không bằng trực thăng của Dự án Delta ban đầu được Phi đoàn Tác chiến Đặc biệt số 219 của Không lực Việt Nam Cộng hòa cung cấp (biệt danh là "Kingbees") bằng cách sử dụng loại trực thăng  H-34 Choctaw để chở và rút quân. Sau đó, công tác yểm trợ trực thăng được các phi công Mỹ từ Trung đội Vận tải Hàng không số 145 tiếp nhận vào tháng 12 năm 1965. Trong vòng 2 tháng, Trung đội 145 đã được hợp nhất với Trung đội Hàng không số 6 để thành lập Trung đội 2, Đại đội Hàng không số 171. Đại đội Hàng không số 171, Trung đội 2 sau đó được đưa vào Đại đội Trực thăng Tấn công số 281 (Tiểu đoàn Hàng không Chiến đấu số 10, Liên đoàn Hàng không số 17 (Chiến đấu), Lữ đoàn Hàng không số 1). Đại đội Trực thăng Tấn công số 281 được đặt dưới sự kiểm soát hành quân của Liên đoàn Biệt kích số 5 để yểm trợ trực tiếp cho các hoạt động của Dự án Delta tại Quân đoàn I và II và cung cấp hầu hết hỗ trợ hàng không bằng trực thăng cho Delta cho đến khoảng tháng 12 năm 1969.
Điều không tiền phương ban đầu do L19/O-1 Bird Dog của Việt Nam Cộng hòa đảm nhiệm. Khi Delta được bàn giao máy bay không quân Mỹ, điều không tiền phương được Phi đoàn Không yểm Chiến thuật số 19 đảm nhiệm; vào tháng 5 năm 1965, Phi đoàn Không yểm Chiến thuật số 21 đảm nhiệm nhiệm vụ. Không giống như hầu hết các đơn vị yểm trợ hàng không khác, FAC sống cùng với các đơn vị Delta mà họ làm việc cùng.
Ban đầu, tiếp sóng vô tuyến do C-47 của Không lực Việt Nam Cộng hòa xử lý nhưng đã được chuyển sang cho L19/O-1 Bird Dog do thời gian bay lượn không đủ. Delta cũng sử dụng U-6 Beaver và/hoặc U-1 Otter của bất kỳ đơn vị Hàng không Lục quân nào chịu trách nhiệm cho khu vực Quân đoàn mà nhiệm vụ được tiến hành. Tiếp sóng vô tuyến ban đêm do Trung tâm Chỉ huy và Kiểm soát Chiến trường Trên không (ABCCC) thuộc Không quân Mỹ cung cấp, một chiếc C-130 sử dụng tín hiệu gọi "Moonbeam".